# Метаксасова линија
Метаксасова линија (грч. Γραμμή Μεταξά) била је ланац утврђења израђених дуж грчко-бугарске границе. Намена ове утврђене линије била је заштита грчке границе од могућег бугарског напада током Другог светског рата. Названа је по даташњем грчком диктатору Јоанису Метаксасу. Састојала се од мреже подземних тунела који су водили до извиђачких положаја и митраљеских гнезда. Изграђена је изузетно солидно па су неки њени делови опстали и до данас. Неки су отворени за јавност, а неки су још увек у функцији и користи их грчка војска.
Метаксасова утврђена линија састоји се од 22 независне утврђене области од којих је највеће утврђење Роупел које покрива 6,1 km од 155 km колико је линија укупно дугачка. Ово утврђење налази се на надморској висини од 322 m. Осветљење у тврђави састојало се од уљаних лампи али су постојали и генератори за производњу електричне енергије. (Тренутно су делови утврђења повезани на јавну електро-енергетску мрежу, али су генератори ипак задржани.). Вентилација је обезбеђивана природним путем и уз помоћ вентилатора. Радови на изградњи утврђене линије трајали су четири године и коштали су 100.400.000 драхми.

## Историја
Пред избијање Другог светског рата, грчка армија је сматрала да је тврђава Роупел недовољно утврђена. Због тога је одлучено да се радови на додатном утврђивању положаја спроведу не само у рејону ове тврђаве, већ дуж читаве Метаксасове линије. План изградње израђен је током 1935. године док се са радовима отпочело у Керкини 1936. године. Првобитно је било планирано да се потпуно утврђена линија изгради све до места Орменион на граници. Међутим, Грчка је током 1940. године увучена у Други светски рат због чега радови на утврђивању линије нису завршени. По извијању рата, одбрамбена линија простирала се само до Комотног и била је дугачка 155 km.
Као и Мажино линија на Француско-Немачкој граници, и Метаксасова линија је заобиђена с бока од стране немачких јединица током немачког напада на Грчку у априлу 1941. године. Немци су обилазни маневар извели преко југословенске територије. Током борби, квалитет, морал и бројност грчких јединица које су чиниле посаду линије, био је мали зато што су најбоље јединице грчке војске већ биле ангажоване у борбама против Италијана на албанској граници.